# 蒂尔皮耶
蒂尔皮耶（法語：Tirepied，法語發音：[tiʁpje]）是法国芒什省的一个旧市镇，属于阿夫朗什区。2019年，蒂尔皮耶与市镇拉戈阿尼耶尔合并为新市镇塞河畔蒂尔皮耶。

## 地理
蒂尔皮耶（48°42'36"N, 1°15'50"W）面积18.77 平方千米，位于法国诺曼底大区芒什省，该省份为法国西北部沿海省份，西、北、东北三面环大西洋，东起顺时针与卡爾瓦多斯省、奧恩省、马耶讷省和伊勒-维莱讷省接壤。
与蒂尔皮耶接壤的市镇（或旧市镇、城区）包括：布拉费、拉谢斯博杜安、拉戈阿尼耶尔、普隆、蓬村、圣布里斯、圣乔治德利瓦、圣瑟尼耶-苏萨夫朗什、韦尔尼。

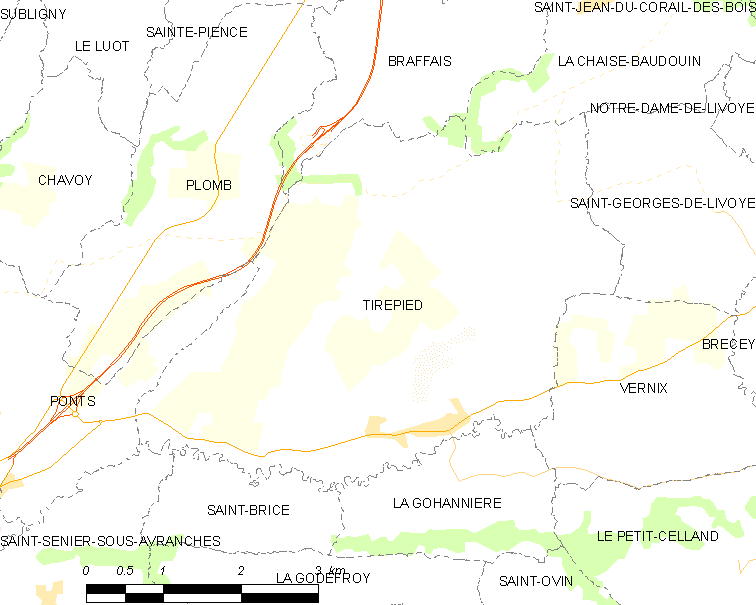
蒂尔皮耶的OSM定位图

蒂尔皮耶的时区为UTC+01:00、UTC+02:00（夏令时）。

## 行政
蒂尔皮耶的邮政编码为50870，INSEE市镇编码为50597。

## 政治
蒂尔皮耶所属的省级选区为伊西尼-勒比阿县。

## 人口

1962-2008年间蒂尔皮耶人口变化图示

蒂尔皮耶于2016年1月1日时的人口数量为841人。